# 思粛王后
思粛王后 李氏（ししゅくおうこう りし、朝鮮語: 사숙왕후 이씨）は、高麗13代の王である宣宗の第1王妃で、第14代献宗の生母。諡号は匡粛貞和思粛太后。本貫は仁川李氏。

## 人物
宣宗が王子として國原公であった頃に王太子妃となり、1083年に宣宗が即位すると、第1王妃となった。1094年に献宗が即位すると王太后となり、幼帝に代わって摂政を務めたが、これにより王権が弱体化し、従兄弟にあたる李資義の反乱が勃発、1095年、献宗の叔父である鷄林公が肅宗として即位し、王太后の座を追われた。

## 家族
- 祖父：李子淵
- 伯父：李頲（李子淵の長男）
  - 従兄弟：李資義
- 叔父：李顥（李子淵の六男）
  - 従兄弟：李資謙
- 父：李碩（李子淵の三男。生没年不明）
- 母：開城王氏（生没年不明）
- 兄：李資智（生没年不明）
- 夫：宣宗（1049年 - 1094年）
  - 長男：献宗（1084年 - 1097年）
  - 長女：遂安宅主（1088年 - 1128年）